# LG Optimus G Pro
LG Optimus G Pro — флагманский смартфон/фаблет, разработанный и произведенный LG Electronics. Он был выпущен в США 10 мая 2013 года.

## Доступность

### Северная Америка
В Соединенных Штатах Optimus G Pro был доступен через AT&T за 99,99 долларов США с двухлетним контрактом и тарифным планом. На момент выпуска он стоил 199,99 долларов.

## Технические характеристики

### Аппаратное обеспечение

#### Процессор
LG Optimus G Pro оснащен SoC Qualcomm Snapdragon 600 APQ8064 с четырехъядерным процессором Krait с тактовой частотой 1,7 ГГц. Процессор основан на полупроводниковой технологии 28 нм с графическим процессором Adreno 320, работающим на частоте 400 МГц.

#### Память
LG Optimus G Pro имеет 2 ГБ оперативной памяти и 16\32 ГБ встроенной памяти, которую можно расширить с помощью карты microSD до 64 ГБ.

#### Экран
Телефон оснащен 5,5-дюймовым ЖК-дисплеем True HD IPS с разрешением 1080x1920 и отображением 16 777 216 цветов при плотности пикселей 401 PPI.

#### Камеры
LG Optimus G Pro оснащен 13-мегапиксельной камерой с задней подсветкой и одной светодиодной вспышкой для AT&T и Sprint. Телефон также способен записывать видео FullHD 1080p со скоростью 30 кадров в секунду. Телефон также оснащен фронтальной 2,1-мегапиксельной камерой, способной записывать видео HD 720p со скоростью 30 кадров в секунду. Индийский LG Optimus G Pro оснащен 13-мегапиксельной камерой. Камера поддерживает цифровой зум до 8-кратного увеличения.

#### Батарея
LG Optimus G питается от стандартной литий-полимерной батареи емкостью 3140 мАч.

## Программное обеспечение
LG Optimus G работает под управлением операционной системы Google Android 4.1.2 Jelly Bean с оболочкой LG Optimus UI 3.0. Компания LG выпустила обновление прошивки Android 4.4 KitKat 21 марта 2014 года для LG Optimus G Pro.

## Критический прием
LG Optimus G Pro получил в целом положительные отзывы. CNET оценил его как «отличное исполнение» с оценкой 4 из 5 звезд. PhoneNews оценил его как «многофункциональный телефон с отличным программным обеспечением».